# Конорчок
Конорчок (кирг. Коңорчок) — село в Ак-Талинском районе Нарынской области Кыргызстана. Входит в состав Ала-Бугинского аильного аймака. Код СОАТЕ — 41704 210 818 03 0.

## География
Село расположено в юго-западной части области, к югу от реки Алабуга, на расстоянии приблизительно 28 километров (по прямой) к западу от села Баетово, административного центра района. Абсолютная высота — 1807 метров над уровнем моря.

## Население
| год     | 2009 | 2014 | 2015 |
| ------- | ---- | ---- | ---- |
| человек | 1180 | 1447 | 1434 |